# Diplopogon
Diplopogon is een geslacht uit de grassenfamilie (Poaceae). De soorten van dit geslacht komen voor in delen van Australazië.

## Soorten
Van het geslacht zijn de volgende soorten bekend: 
- Diplopogon setaceus